# Canton de Darney
Pour les articles homonymes, voir Darney (homonymie).
Le canton de Darney est une circonscription électorale française située dans le département des Vosges et la région Grand Est.

## Histoire
Le canton de Darney a été créé en 1801.
Un nouveau découpage territorial des Vosges (département) entre en vigueur à l'occasion des premières élections départementales suivant le décret du 27 février 2014. Les conseillers départementaux sont, à compter de ces élections, élus au scrutin majoritaire binominal mixte. Les électeurs de chaque canton élisent au Conseil départemental, nouvelle appellation du Conseil général, deux membres de sexe différent, qui se présentent en binôme de candidats. Les conseillers départementaux sont élus pour 6 ans au scrutin binominal majoritaire à deux tours, l'accès au second tour nécessitant 12,5 % des inscrits au 1er tour. En outre la totalité des conseillers départementaux est renouvelée. Ce nouveau mode de scrutin nécessite un redécoupage des cantons dont le nombre est divisé par deux avec arrondi à l'unité impaire supérieure si ce nombre n'est pas entier impair, assorti de conditions de seuils minimaux. Dans les Vosges, le nombre de cantons passe ainsi de 31 à 17. Le nombre de communes du canton de Darney passe de 21 à 82.
Le nouveau canton de Darney est formé de communes des anciens cantons de Dompaire (22 communes), de Lamarche (26 communes), de Monthureux-sur-Saône (11 communes), de Darney (21 communes) et de Épinal-Ouest (2 communes). Avec ce redécoupage administratif, le territoire du canton s'affranchit des limites d'arrondissements, avec 56 communes incluses dans l'arrondissement d'Épinal et 26 dans l'arrondissement de Neufchâteau. Le bureau centralisateur est situé à Darney.

## Représentation

### Conseillers d'arrondissement (de 1833 à 1940)
Le canton de Darney appartenait à l'arrondissement de Mirecourt jusqu'à sa disparition en 1926.
| Période                                  | Période | Identité                                          | Étiquette   | Qualité |
| ---------------------------------------- | ------- | ------------------------------------------------- | ----------- | --- |
| 1833                                     | 1839    | Jean Alexandre de Bonnay de Foucheron (1772-1849) |             | Ancien officier de cavalerie, rentier, maire de Bonvillet                                                   |
| 1839                                     | 1848    | M. Moreau                                         |             | Juge de paix à Darney                                                                                       |
|                                          |         |                                                   |             | |
| 1889                                     |         | Henri Cuchelet                                    |             | Maître de verrerie à Hennezel                                                                               |
|                                          |         |                                                   |             | |
| 1910                                     |         | M. Foinet                                         | Radical     | Industriel à Lerrain                                                                                        |
|                                          | 1919    | M. Bernard                                        |             | |
| 1919                                     | 1928    | Simon Paturel                                     |             | Conseiller municipal de Bonvillet                                                                           |
| 1928                                     | 1934    | Edmond Claude (1895-1981)                         | Radical     | Industriel (fabricant de lingerie) à Darney                                                                 |
| 1934                                     | 1940    | Louis Edouard Lemoine                             | Républicain | Maire de Dommartin                                                                                          |
| 1940                                     |         |                                                   |             | Les conseils d'arrondissement ont été suspendus par la loi du 12 octobre 1940 et n'ont jamais été réactivés |
| Les données manquantes sont à compléter. |         |                                                   |             | |

### Conseillers généraux de 1833 à 2015
| Période | Période          | Identité                             | Étiquette    | Qualité |
| ------- | ---------------- | ------------------------------------ | ------------ | --- |
| 1833    | 1857             | Charles Bresson                      |              | Négociant Maire de Darney |
| 1857    | 1870 (démission) | Joseph Bresson                       | Républicain  | Manufacturier, négociant Maire de Darney Nommé percepteur à Clermont-Ferrand en 1870 |
| 1870    | 1907             | Édouard Bresson (frère du précédent) | Républicain  | Manufacturier Maire de Monthureux-sur-Saône (1862-1873 et 1876-1911) Député (1876-1889) |
| 1907    | 1919             | Émile Claude (1866-1951)             |              | Industriel Maire de Darney (1901-1925) |
| 1919    | 1940             | André Barbier                        | DVD          | Vétérinaire, maire de Darney Président de la Chambre d'agriculture Député (1926-1932), Président du Conseil Général (1937-1940) Membre de la Commission administrative départementale (1941-1943) Nommé conseiller départemental en 1943 Président du Conseil départemental (1943-1945) |
|         |                  |                                      |              | |
| 1945    | 1958             | André Barbier                        | DVD          | Vétérinaire, maire de Darney Député (1945-1956) |
| 1958    | 1964             | Georges Deloy                        | DVD          | Industriel Maire de Darney (1959-1964) |
| 1964    | 1983 (décès)     | Jean Marulier                        | DVD puis UDF | Militaire Maire d'Hennezel (1965-1983) Conseiller régional (1978-1982) |
| 1983    | 1988             | André Pairon                         | RPR          | Ancien militaire Maire de Darney (1973-1988) |
| 1988    | 2001             | Daniel Audinot                       | PS           | Professeur Maire de Jésonville (1983-2014) |
| 2001    | 2015             | Yannick Dars                         | DVD puis UMP | Médecin, conseiller municipal de Darney Président de la commission Action sociale, solidarité et logement |

### Conseillers départementaux depuis 2015
| Période élective | Période élective | Mandat | Mandat   | Identité              | Nuance | Nuance | Qualité |
| ---------------- | ---------------- | ------ | -------- | --------------------- | ------ | ------ | --- |
| 2015             | 2021             | 2015   | 2021     | Alain Roussel         |        | DVD    | Retraité de l’enseignement maire de Claudon président de la communauté de communes du Pays de la Saône Vosgienne Ancien conseiller général du Canton de Monthureux-sur-Saône (1997-2015) Vice-président, délégué au Développement Social, à l’Insertion et au Logement |
| 2015             | 2021             | 2015   | 2021     | Carole Thiebaut-Gaudé |        | DVD    | cadre médico-social adjointe au maire de Lerrain |
| 2021             | 2028             | 2021   | en cours | Alain Roussel         |        | DVC    | Conseiller sortant, Conseiller départemental délégué à la forêt |
| 2021             | 2028             | 2021   | en cours | Carole Thiébaut-Gaudé |        | DVC    | Conseillère sortante, 9ème Vice-Présidente, déléguée à l’Action sociale, territoriale et à l’Insertion Suppléante du député LR Jean-Jacques Gaultier |

### Résultats détaillés

#### Élections de mars 2015
Lors des élections départementales de 2015, le binôme composé de Alain Roussel et Carole Thiebaut-Gaudé (DVD) est élu au premier tour avec 56,84 % des suffrages exprimés, devant le binôme composé de Christophe Alexandre et Élodie Voirin (FN) (31,32 %). Le taux de participation est de 58,05 % (8 396 votants sur 14 464 inscrits) contre 52,67 % au niveau départemental et 50,17 % au niveau national.

#### Élections de juin 2021
Le premier tour des élections départementales de 2021 est marqué par un très faible taux de participation (33,26 % au niveau national). Dans le canton de Darney, ce taux de participation est de 40,11 % (5 628 votants sur 14 032 inscrits) contre 33,12 % au niveau départemental. À l'issue de ce premier tour,  le binôme constitué de Alain Roussel et Carole Thiébaut-Gaudé (DVC , 72,19 %), est élu avec 72,19 % des suffrages exprimés.

## Composition

### Composition avant 2015

Situation du canton de Darney dans l'arrondissement d'Épinal avant 2015.

Ce canton était composé de vingt-et-une communes.
| Nom                     | Code Insee | Codepostal | Superficie (km2) | Population (dernière pop. légale) | Densité (hab./km2) |
| ----------------------- | ---------- | ---------- | ---------------- | --------------------------------- | ------------------ |
| Darney (chef-lieu)      | 88124      | 88260      | 7,92             | 1 171 (2012)                      | 148                |
| Attigny                 | 88016      | 88260      | 16,08            | 261 (2012)                        | 16                 |
| Belmont-lès-Darney      | 88049      | 88260      | 3,99             | 117 (2012)                        | 29                 |
| Belrupt                 | 88052      | 88260      | 9,14             | 108 (2012)                        | 12                 |
| Bonvillet               | 88065      | 88260      | 10,09            | 333 (2012)                        | 33                 |
| Dombasle-devant-Darney  | 88138      | 88260      | 8,73             | 87 (2012)                         | 10                 |
| Dommartin-lès-Vallois   | 88149      | 88260      | 4,93             | 58 (2012)                         | 12                 |
| Escles                  | 88161      | 88260      | 22,54            | 427 (2012)                        | 19                 |
| Esley                   | 88162      | 88260      | 11,00            | 167 (2012)                        | 15                 |
| Frénois                 | 88187      | 88270      | 4,94             | 45 (2012)                         | 9,1                |
| Hennezel                | 88238      | 88260      | 32,13            | 416 (2012)                        | 13                 |
| Jésonville              | 88252      | 88260      | 6,96             | 136 (2012)                        | 20                 |
| Lerrain                 | 88267      | 88260      | 12,65            | 493 (2012)                        | 39                 |
| Pierrefitte             | 88347      | 88270      | 8,78             | 116 (2012)                        | 13                 |
| Pont-lès-Bonfays        | 88353      | 88260      | 4,47             | 93 (2012)                         | 21                 |
| Provenchères-lès-Darney | 88360      | 88260      | 9,07             | 186 (2012)                        | 21                 |
| Relanges                | 88381      | 88260      | 13,87            | 214 (2012)                        | 15                 |
| Saint-Baslemont         | 88411      | 88260      | 12,71            | 80 (2012)                         | 6,3                |
| Sans-Vallois            | 88441      | 88260      | 4,43             | 122 (2012)                        | 28                 |
| Senonges                | 88452      | 88260      | 5,84             | 131 (2012)                        | 22                 |
| Les Vallois             | 88491      | 88260      | 5,25             | 121 (2012)                        | 23                 |

### Composition depuis 2015
Lors du redécoupage de 2014, le canton de Darney comprenait quatre-vingt-deux communes entières.
À la suite de la création de la commune nouvelle de Tollaincourt au 1er janvier 2017, le canton comprend désormais quatre-vingt-une communes entières.
| Nom                            | Code Insee | Intercommunalité             | Superficie (km2) | Population (dernière pop. légale) | Densité (hab./km2) | Modifier                                    |
| ------------------------------ | ---------- | ---------------------------- | ---------------- | --------------------------------- | ------------------ | ------------------------------------------- |
| Darney (bureau centralisateur) | 88124      | CC Les Vosges Côté Sud-Ouest | 7,92             | 1 078 (2022)                      | 136                | modifier les données · modifier les données |
| Les Ableuvenettes              | 88001      | CC de Mirecourt Dompaire     | 4,49             | 67 (2022)                         | 15                 | modifier les données · modifier les données |
| Ahéville                       | 88002      | CC de Mirecourt Dompaire     | 5,84             | 67 (2022)                         | 11                 | modifier les données · modifier les données |
| Ainvelle                       | 88004      | CC Les Vosges Côté Sud-Ouest | 9,03             | 136 (2022)                        | 15                 | modifier les données · modifier les données |
| Ameuvelle                      | 88007      | CC Les Vosges Côté Sud-Ouest | 5,56             | 47 (2022)                         | 8,5                | modifier les données · modifier les données |
| Attigny                        | 88016      | CC Les Vosges Côté Sud-Ouest | 16,08            | 202 (2022)                        | 13                 | modifier les données · modifier les données |
| Bainville-aux-Saules           | 88030      | CC de Mirecourt Dompaire     | 5,61             | 160 (2022)                        | 29                 | modifier les données · modifier les données |
| Bazegney                       | 88041      | CC de Mirecourt Dompaire     | 5,81             | 98 (2022)                         | 17                 | modifier les données · modifier les données |
| Begnécourt                     | 88047      | CC de Mirecourt Dompaire     | 4,57             | 141 (2022)                        | 31                 | modifier les données · modifier les données |
| Belmont-lès-Darney             | 88049      | CC Les Vosges Côté Sud-Ouest | 3,99             | 109 (2022)                        | 27                 | modifier les données · modifier les données |
| Belrupt                        | 88052      | CC Les Vosges Côté Sud-Ouest | 9,14             | 91 (2022)                         | 10,0               | modifier les données · modifier les données |
| Bleurville                     | 88061      | CC Les Vosges Côté Sud-Ouest | 20,25            | 285 (2022)                        | 14                 | modifier les données · modifier les données |
| Blevaincourt                   | 88062      | CC Les Vosges Côté Sud-Ouest | 8,75             | 91 (2022)                         | 10                 | modifier les données · modifier les données |
| Bocquegney                     | 88063      | CC de Mirecourt Dompaire     | 4,57             | 133 (2022)                        | 29                 | modifier les données · modifier les données |
| Bonvillet                      | 88065      | CC Les Vosges Côté Sud-Ouest | 10,09            | 275 (2022)                        | 27                 | modifier les données · modifier les données |
| Bouzemont                      | 88071      | CC de Mirecourt Dompaire     | 4,97             | 47 (2022)                         | 9,5                | modifier les données · modifier les données |
| Châtillon-sur-Saône            | 88096      | CC Les Vosges Côté Sud-Ouest | 9,21             | 106 (2022)                        | 12                 | modifier les données · modifier les données |
| Circourt                       | 88103      | CC de Mirecourt Dompaire     | 5,93             | 80 (2022)                         | 13                 | modifier les données · modifier les données |
| Claudon                        | 88105      | CC Les Vosges Côté Sud-Ouest | 21,72            | 216 (2022)                        | 9,9                | modifier les données · modifier les données |
| Damas-et-Bettegney             | 88122      | CC de Mirecourt Dompaire     | 15,07            | 384 (2022)                        | 25                 | modifier les données · modifier les données |
| Damblain                       | 88123      | CC Les Vosges Côté Sud-Ouest | 13,27            | 258 (2022)                        | 19                 | modifier les données · modifier les données |
| Dombasle-devant-Darney         | 88138      | CC Les Vosges Côté Sud-Ouest | 8,73             | 77 (2022)                         | 8,8                | modifier les données · modifier les données |
| Dommartin-aux-Bois             | 88147      | CC de Mirecourt Dompaire     | 15,70            | 399 (2022)                        | 25                 | modifier les données · modifier les données |
| Dommartin-lès-Vallois          | 88149      | CC Les Vosges Côté Sud-Ouest | 4,93             | 52 (2022)                         | 11                 | modifier les données · modifier les données |
| Dompaire                       | 88151      | CC de Mirecourt Dompaire     | 16,63            | 1 079 (2022)                      | 65                 | modifier les données · modifier les données |
| Escles                         | 88161      | CC Les Vosges Côté Sud-Ouest | 22,54            | 385 (2022)                        | 17                 | modifier les données · modifier les données |
| Esley                          | 88162      | CC Les Vosges Côté Sud-Ouest | 11,00            | 170 (2022)                        | 15                 | modifier les données · modifier les données |
| Fignévelle                     | 88171      | CC Les Vosges Côté Sud-Ouest | 4,40             | 50 (2022)                         | 11                 | modifier les données · modifier les données |
| Fouchécourt                    | 88179      | CC Les Vosges Côté Sud-Ouest | 4,66             | 41 (2022)                         | 8,8                | modifier les données · modifier les données |
| Frain                          | 88180      | CC Les Vosges Côté Sud-Ouest | 7,54             | 125 (2022)                        | 17                 | modifier les données · modifier les données |
| Frénois                        | 88187      | CC Les Vosges Côté Sud-Ouest | 4,94             | 49 (2022)                         | 9,9                | modifier les données · modifier les données |
| Gelvécourt-et-Adompt           | 88192      | CC de Mirecourt Dompaire     | 3,94             | 107 (2022)                        | 27                 | modifier les données · modifier les données |
| Gignéville                     | 88199      | CC Les Vosges Côté Sud-Ouest | 5,58             | 76 (2022)                         | 14                 | modifier les données · modifier les données |
| Girancourt                     | 88201      | CA d'Épinal                  | 17,66            | 873 (2022)                        | 49                 | modifier les données · modifier les données |
| Godoncourt                     | 88208      | CC Les Vosges Côté Sud-Ouest | 11,38            | 116 (2022)                        | 10                 | modifier les données · modifier les données |
| Gorhey                         | 88210      | CC de Mirecourt Dompaire     | 6,31             | 169 (2022)                        | 27                 | modifier les données · modifier les données |
| Grignoncourt                   | 88220      | CC Les Vosges Côté Sud-Ouest | 5,41             | 47 (2022)                         | 8,7                | modifier les données · modifier les données |
| Hagécourt                      | 88226      | CC de Mirecourt Dompaire     | 7,60             | 128 (2022)                        | 17                 | modifier les données · modifier les données |
| Harol                          | 88233      | CC de Mirecourt Dompaire     | 27,34            | 627 (2022)                        | 23                 | modifier les données · modifier les données |
| Hennecourt                     | 88237      | CC de Mirecourt Dompaire     | 7,17             | 342 (2022)                        | 48                 | modifier les données · modifier les données |
| Hennezel                       | 88238      | CC Les Vosges Côté Sud-Ouest | 32,13            | 387 (2022)                        | 12                 | modifier les données · modifier les données |
| Isches                         | 88248      | CC Les Vosges Côté Sud-Ouest | 13,60            | 172 (2022)                        | 13                 | modifier les données · modifier les données |
| Jésonville                     | 88252      | CC Les Vosges Côté Sud-Ouest | 6,96             | 151 (2022)                        | 22                 | modifier les données · modifier les données |
| Lamarche                       | 88258      | CC Les Vosges Côté Sud-Ouest | 33,69            | 814 (2022)                        | 24                 | modifier les données · modifier les données |
| Légéville-et-Bonfays           | 88264      | CC de Mirecourt Dompaire     | 5,21             | 63 (2022)                         | 12                 | modifier les données · modifier les données |
| Lerrain                        | 88267      | CC Les Vosges Côté Sud-Ouest | 12,65            | 456 (2022)                        | 36                 | modifier les données · modifier les données |
| Lironcourt                     | 88272      | CC Les Vosges Côté Sud-Ouest | 4,84             | 71 (2022)                         | 15                 | modifier les données · modifier les données |
| Madonne-et-Lamerey             | 88281      | CC de Mirecourt Dompaire     | 7,02             | 407 (2022)                        | 58                 | modifier les données · modifier les données |
| Marey                          | 88287      | CC Les Vosges Côté Sud-Ouest | 7,90             | 71 (2022)                         | 9,0                | modifier les données · modifier les données |
| Maroncourt                     | 88288      | CC de Mirecourt Dompaire     | 2,24             | 5 (2022)                          | 2,2                | modifier les données · modifier les données |
| Martigny-les-Bains             | 88289      | CC Les Vosges Côté Sud-Ouest | 29,22            | 793 (2022)                        | 27                 | modifier les données · modifier les données |
| Martinvelle                    | 88291      | CC Les Vosges Côté Sud-Ouest | 24,73            | 126 (2022)                        | 5,1                | modifier les données · modifier les données |
| Mont-lès-Lamarche              | 88307      | CC Les Vosges Côté Sud-Ouest | 7,10             | 94 (2022)                         | 13                 | modifier les données · modifier les données |
| Monthureux-sur-Saône           | 88310      | CC Les Vosges Côté Sud-Ouest | 19,02            | 870 (2022)                        | 46                 | modifier les données · modifier les données |
| Morizécourt                    | 88314      | CC Les Vosges Côté Sud-Ouest | 10,68            | 94 (2022)                         | 8,8                | modifier les données · modifier les données |
| Nonville                       | 88330      | CC Les Vosges Côté Sud-Ouest | 8,91             | 188 (2022)                        | 21                 | modifier les données · modifier les données |
| Pierrefitte                    | 88347      | CC de Mirecourt Dompaire     | 8,78             | 126 (2022)                        | 14                 | modifier les données · modifier les données |
| Pont-lès-Bonfays               | 88353      | CC Les Vosges Côté Sud-Ouest | 4,47             | 102 (2022)                        | 23                 | modifier les données · modifier les données |
| Provenchères-lès-Darney        | 88360      | CC Les Vosges Côté Sud-Ouest | 9,07             | 144 (2022)                        | 16                 | modifier les données · modifier les données |
| Racécourt                      | 88365      | CC de Mirecourt Dompaire     | 7,23             | 146 (2022)                        | 20                 | modifier les données · modifier les données |
| Regnévelle                     | 88377      | CC Les Vosges Côté Sud-Ouest | 8,62             | 122 (2022)                        | 14                 | modifier les données · modifier les données |
| Relanges                       | 88381      | CC Les Vosges Côté Sud-Ouest | 13,87            | 190 (2022)                        | 14                 | modifier les données · modifier les données |
| Robécourt                      | 88390      | CC Les Vosges Côté Sud-Ouest | 8,78             | 104 (2022)                        | 12                 | modifier les données · modifier les données |
| Romain-aux-Bois                | 88394      | CC Les Vosges Côté Sud-Ouest | 8,14             | 47 (2022)                         | 5,8                | modifier les données · modifier les données |
| Rozières-sur-Mouzon            | 88404      | CC Les Vosges Côté Sud-Ouest | 4,78             | 69 (2022)                         | 14                 | modifier les données · modifier les données |
| Saint-Baslemont                | 88411      | CC Les Vosges Côté Sud-Ouest | 12,71            | 84 (2022)                         | 6,6                | modifier les données · modifier les données |
| Saint-Julien                   | 88421      | CC Les Vosges Côté Sud-Ouest | 14,11            | 103 (2022)                        | 7,3                | modifier les données · modifier les données |
| Sans-Vallois                   | 88441      | CC Les Vosges Côté Sud-Ouest | 4,43             | 129 (2022)                        | 29                 | modifier les données · modifier les données |
| Senaide                        | 88450      | CC Les Vosges Côté Sud-Ouest | 12,17            | 183 (2022)                        | 15                 | modifier les données · modifier les données |
| Senonges                       | 88452      | CC Les Vosges Côté Sud-Ouest | 5,84             | 133 (2022)                        | 23                 | modifier les données · modifier les données |
| Serécourt                      | 88455      | CC Les Vosges Côté Sud-Ouest | 13,70            | 100 (2022)                        | 7,3                | modifier les données · modifier les données |
| Serocourt                      | 88456      | CC Les Vosges Côté Sud-Ouest | 11,05            | 83 (2022)                         | 7,5                | modifier les données · modifier les données |
| Les Thons                      | 88471      | CC Les Vosges Côté Sud-Ouest | 10,09            | 97 (2022)                         | 9,6                | modifier les données · modifier les données |
| Tignécourt                     | 88473      | CC Les Vosges Côté Sud-Ouest | 18,97            | 82 (2022)                         | 4,3                | modifier les données · modifier les données |
| Tollaincourt                   | 88475      | CC Les Vosges Côté Sud-Ouest | 14,13            | 117 (2022)                        | 8,3                | modifier les données · modifier les données |
| Les Vallois                    | 88491      | CC Les Vosges Côté Sud-Ouest | 5,25             | 124 (2022)                        | 24                 | modifier les données · modifier les données |
| Vaubexy                        | 88494      | CC de Mirecourt Dompaire     | 6,52             | 121 (2022)                        | 19                 | modifier les données · modifier les données |
| Velotte-et-Tatignécourt        | 88499      | CC de Mirecourt Dompaire     | 5,36             | 159 (2022)                        | 30                 | modifier les données · modifier les données |
| Ville-sur-Illon                | 88508      | CC de Mirecourt Dompaire     | 17,89            | 513 (2022)                        | 29                 | modifier les données · modifier les données |
| Villotte                       | 88510      | CC Les Vosges Côté Sud-Ouest | 8,21             | 119 (2022)                        | 14                 | modifier les données · modifier les données |
| Viviers-le-Gras                | 88517      | CC Les Vosges Côté Sud-Ouest | 9,04             | 182 (2022)                        | 20                 | modifier les données · modifier les données |
| Canton de Darney               | 8804       |                              | 854,44           | 17 124 (2022)                     | 20                 | modifier les données                        |

## Démographie

### Démographie avant 2015
| 1962  | 1968  | 1975  | 1982  | 1990  | 1999  | 2006  | 2011  | 2012  |
| ----- | ----- | ----- | ----- | ----- | ----- | ----- | ----- | ----- |
| 6 109 | 5 952 | 5 702 | 5 405 | 5 245 | 5 052 | 4 960 | 4 900 | 4 882 |

### Démographie depuis 2015
En 2022, le canton comptait 17 124 habitants, en évolution de −4,35 % par rapport à 2016 (Vosges : −2,96 %, France hors Mayotte : +2,11 %).
| 2013   | 2018   | 2022   |
| ------ | ------ | ------ |
| 18 161 | 17 645 | 17 124 |